# Blanzy
Pour les articles homonymes, voir Blanzy (homonymie).
Blanzy est une commune française située dans le département de Saône-et-Loire en région Bourgogne-Franche-Comté.
La commune est située au cœur d'un important bassin houiller exploité dès le Moyen Âge, mais de façon industrielle à partir du XIXe siècle et ce jusqu'en 2000, permettant l'essor de l'industrie sidérurgique et mécanique dans la région.

## Géographie

### Accès et transports
Située sur l'axe touristique qui relie Cluny et le Val Lamartien à Autun, proche des côtes du Mâconnais et du Dijonnais, Blanzy est aussi, grâce au canal du Centre et à sa halte nautique, un point d'étape du tourisme fluvial.
Partie intégrante de la communauté urbaine Le Creusot-Montceau, la ville est desservie par la route Express (portion de la Route Centre-Europe Atlantique - R.C.E.A.) qui relie Chalon-sur-Saône à Paray-le-Monial. La gare TGV du Creusot-Montchanin permet de se rendre à Paris en moins de deux heures, à Lyon en moins d'une heure.
Différents axes permettent de se rendre à Blanzy. Depuis l'est, la sortie Chalon Sud de l'autoroute A6, puis les RN 80 et 70. Depuis le sud, la RN 70 par Paray-le-Monial et Montceau-les-Mines.

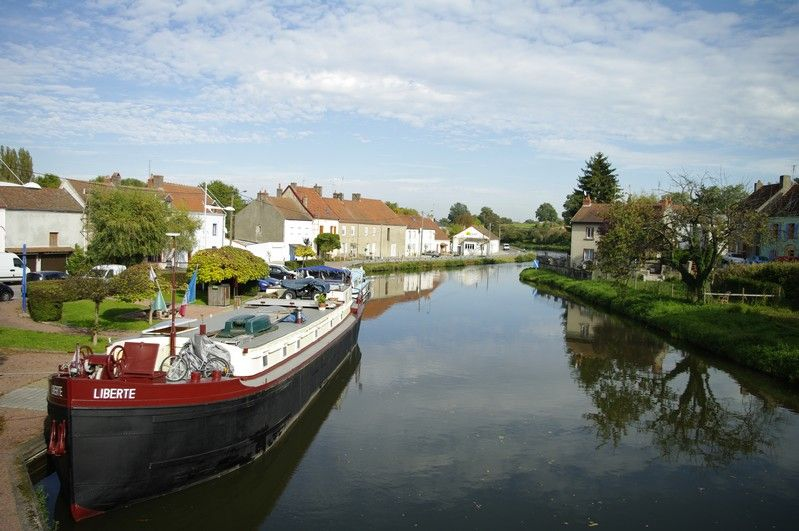
La halte nautique de Blanzy.

En prenant les axes ferroviaires, il est possible d'arriver par la gare TGV du Creusot ligne TGV Paris-Lyon qui est localisée à 20 km du centre-ville. Via le réseau TER Bourgogne-Franche-Comté, il existe un arrêt à la gare de Blanzy.
Enfin, l'accès peut se faire par le canal du Centre reliant Digoin à Chalon-sur-Saône dont une halte nautique est située sur le territoire communal.

### Géologie et relief
Située au cœur du département de Saône-et-Loire, entre Morvan et Mâconnais, Blanzy a une superficie de 39,95 km² (3 995 hectares).
Son altitude moyenne est de 338 mètres avec un minimum de 277 m et un maximum de 399 m. L'altitude de la mairie de Blanzy est de 301 mètres.
La commune repose sur le bassin houiller de Blanzy daté du Stéphanien (daté entre -307 et -299 millions d'années).

### Hydrographie
La ville est traversée par la Bourbince et le canal du Centre. Elle est également arrosée par la Sorme dont le barrage, d'une capacité de 10 millions de m3, alimente en eau potable depuis les années soixante le sud de la communauté urbaine Creusot-Montceau.
Le sous-sol de cette ville minière est aussi concernée par une remontée de la nappe qui va se poursuivre durant l'après-mine et qui peut être source de modifications chimiques et mécaniques des nappes et du sous-sol.

### Climat
Pour des articles plus généraux, voir Climat de la Bourgogne-Franche-Comté et Climat de Saône-et-Loire.
En 2010, le climat de la commune est de type climat océanique dégradé des plaines du Centre et du Nord, selon une étude du Centre national de la recherche scientifique s'appuyant sur une série de données couvrant la période 1971-2000. En 2020, Météo-France publie une typologie des climats de la France métropolitaine dans laquelle la commune est exposée à un climat océanique altéré et est dans une zone de transition entre les régions climatiques « Lorraine, plateau de Langres, Morvan » et « Centre et contreforts nord du Massif Central ».
Pour la période 1971-2000, la température annuelle moyenne est de 10,8 °C, avec une amplitude thermique annuelle de 17,3 °C. Le cumul annuel moyen de précipitations est de 815 mm, avec 11,5 jours de précipitations en janvier et 7,3 jours en juillet. Pour la période 1991-2020, la température moyenne annuelle observée sur la station météorologique de Météo-France la plus proche, « Mt-Saint-Vincent », sur la commune de Mont-Saint-Vincent à 11 km à vol d'oiseau, est de 10,4 °C et le cumul annuel moyen de précipitations est de 891,2 mm. 
La température maximale relevée sur cette station est de 37,6 °C, atteinte le 12 août 2003 ; la température minimale est de −21,1 °C, atteinte le 10 février 1956,,.
Les paramètres climatiques de la commune ont été estimés pour le milieu du siècle (2041-2070) selon différents scénarios d'émission de gaz à effet de serre à partir des nouvelles projections climatiques de référence DRIAS-2020. Ils sont consultables sur un site dédié publié par Météo-France en novembre 2022.

## Urbanisme

### Typologie
Au 1er janvier 2024, Blanzy est catégorisée ceinture urbaine, selon la nouvelle grille communale de densité à sept niveaux définie par l'Insee en 2022.
Elle appartient à l'unité urbaine de Montceau-les-Mines, une agglomération intra-départementale regroupant cinq  communes, dont elle est une commune de la banlieue,,. Par ailleurs la commune fait partie de l'aire d'attraction de Montceau-les-Mines, dont elle est une commune du pôle principal,. Cette aire, qui regroupe 22 communes, est catégorisée dans les aires de 50 000 à moins de 200 000 habitants,.

### Occupation des sols
L'occupation des sols de la commune, telle qu'elle ressort de la base de données européenne d’occupation biophysique des sols Corine Land Cover (CLC), est marquée par l'importance des territoires agricoles (69 % en 2018), une proportion sensiblement équivalente à celle de 1990 (69,4 %). La répartition détaillée en 2018 est la suivante : prairies (55,6 %), forêts (13,9 %), zones agricoles hétérogènes (12,4 %), zones urbanisées (11,2 %), eaux continentales (3,6 %), zones industrielles ou commerciales et réseaux de communication (1,8 %), terres arables (1,1 %), espaces verts artificialisés, non agricoles (0,5 %). L'évolution de l’occupation des sols de la commune et de ses infrastructures peut être observée sur les différentes représentations cartographiques du territoire : la carte de Cassini (XVIIIe siècle), la carte d'état-major (1820-1866) et les cartes ou photos aériennes de l'IGN pour la période actuelle (1950 à aujourd'hui).

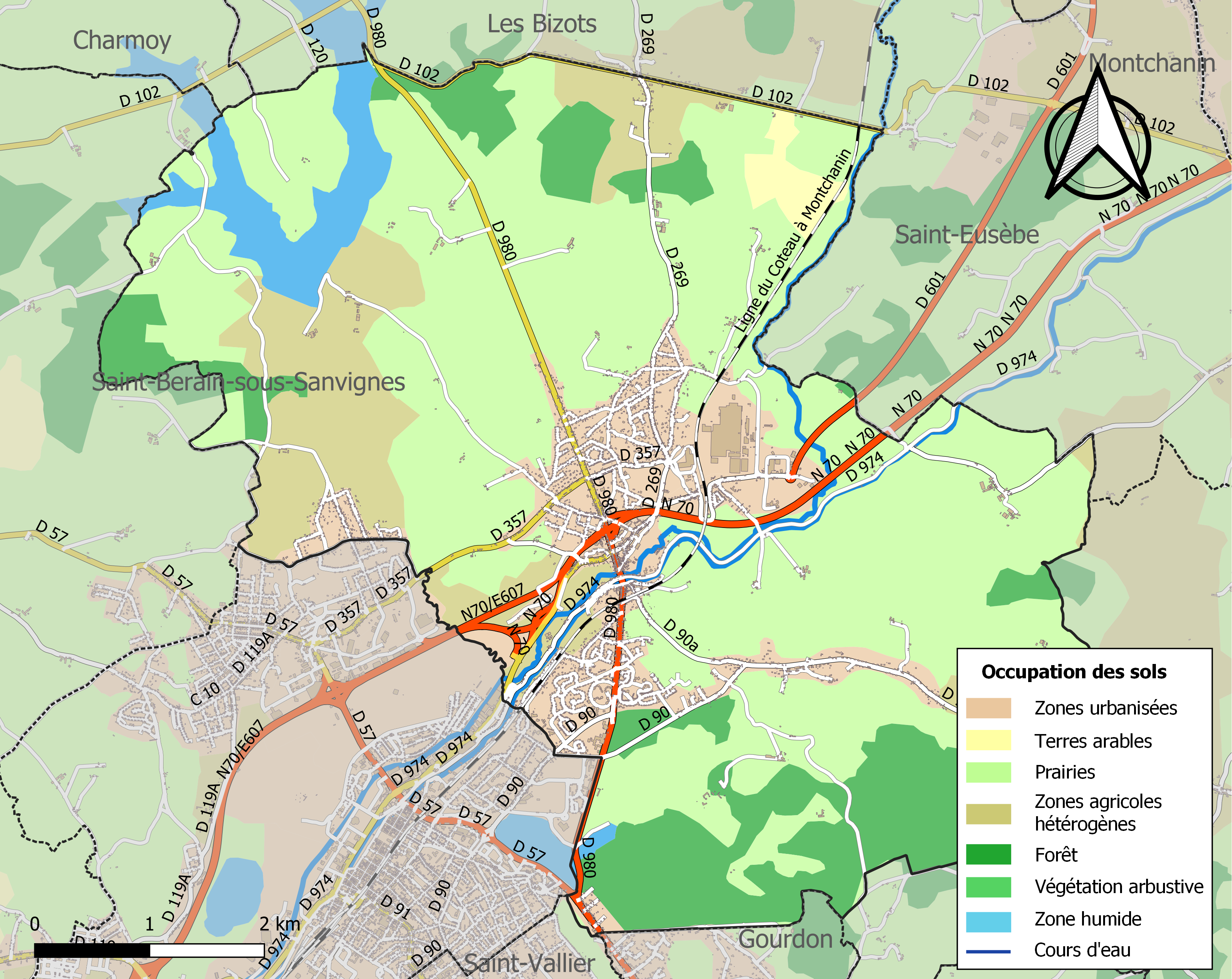
Carte des infrastructures et de l'occupation des sols de la commune en 2018 (CLC).

## Histoire

### Préhistoire
L'occupation humaine la plus ancienne de Blanzy est attestée au quartier des Rompois-Est, près des Thibourins, où un campement d'hommes de Néandertal a été découvert en 1960.
Un autre site remontant à la dernière période des temps glaciaires témoigne de la présence d'Homo sapiens à proximité de l'actuelle usine Michelin.

### Antiquité
À l'époque romaine, le site se nomme Blandiacus, autrement dit qui appartient à Blandius. Le territoire est alors situé en pays éduen, dont la capitale est Bibracte, aujourd'hui le Mont Beuvray. Cependant, aucun vestige avéré de cette période n'a été mis au jour dans la commune.

### Moyen Age
Aux environs de l'an 1060 la paroisse devient archiprêtré. En 1340, elle est mentionnée comme une « vaste paroisse appelée Blanze ». Plusieurs seigneurs se partagent son territoire.
Au XVIIe siècle, elle se nomme « Blangy en Bourgogne » et est divisée en deux communautés, l'une en Bourgogne, l'autre en Charollais.

### Époque contemporaine

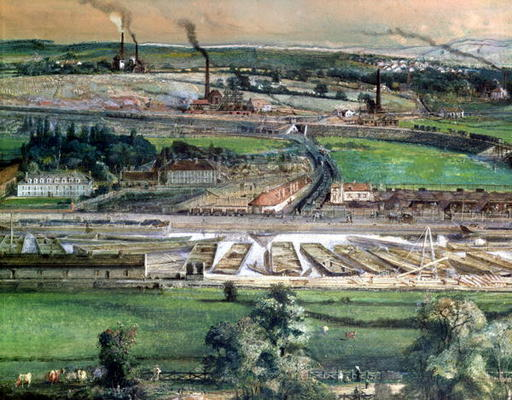
Paysage des houillères de Blanzy vers 1860.

Au début du XIXème siècle, la population de Blanzy dépasse 1500 habitants, paysans, mineurs ou verriers pour la plupart.
Entre 1806 et 1856, Blanzy vit un remarquable essor industriel et démographique lié au développement des houillères de Blanzy, à tel point que la population double en 50 ans. La ville est alors considérée comme une commune importante. Elle compte onze fours à chaux, deux tuileries, de nombreux moulins, des carrières et deux huileries, des verreries ainsi que des mines de charbon.
En outre, dès 1856, Blanzy se dote d'une école maternelle, fait remarquable à cette époque.
Ces industries ont laissé la place dans le courant du XXème siècle à d'autres activités, telle que la fabrication de pneumatiques par l'entreprise Michelin. Les activités se sont diversifiées.

## Politique et administration

### Tendances politiques et résultats
Le 8 février 1992, la nouvelle mairie de Blanzy ouvrait ses portes.

### Liste des maires
| Période      | Période                  | Identité                | Étiquette    | Qualité                                                                      |
| ------------ | ------------------------ | ----------------------- | ------------ | ---------------------------------------------------------------------------- |
| 1789         | 1792                     | Joseph Michon           |              | Chirurgien                                                                   |
| 1792         | 1801                     | Alexandre Lambert       |              | ancien receveur et contrôleur du Roi                                         |
| 1801         | 1803                     | Charles Lambert         |              | Propriétaire                                                                 |
| 1803         | 1805                     | Joseph Michon           |              | Chirurgien                                                                   |
| 1805         | 1807                     | Marie Michon            |              |                                                                              |
| 1807         | 1811                     | François-Marie Callard  |              |                                                                              |
| 1811         | 1815                     | Hippolyte Guyot         |              |                                                                              |
| 1815         | 1830                     | Antoine Duchesne        |              |                                                                              |
| 1830         | 1831                     | Jean-Marie Perret       |              |                                                                              |
| 1831         | 1841                     | Bernard Lambert         |              | Propriétaire                                                                 |
| 1841         | 1843                     | Charles Michon          |              | Chirurgien aux mines                                                         |
| 1843         | 1846                     | Bernard Lambert         |              | Propriétaire                                                                 |
| 1846         | 1848                     | Jules Chagot            |              | Industriel                                                                   |
| 1848         | 1851                     | Jean Lagrion            |              |                                                                              |
| 1851         | 1855                     | Louis Chaillet          |              |                                                                              |
| 1855         | 1865                     | Jacques-Antoine Lambert |              | Notaire                                                                      |
| 1865         | 1868                     | Philippe-Denis Baudin   | Républicain  |                                                                              |
| 1868         | 1874                     | Jacques-Antoine Venot   |              | Propriétaire                                                                 |
| 1874         | 1876                     | Pierre Cerniaud         |              |                                                                              |
| 1876         | 1878                     | Philippe-Denis Baudin   | Républicain  | Conseiller général du canton de Montcenis (1871 → 1884)                      |
| 1878         | 1888                     | Laurent Cannet          |              |                                                                              |
| 1888         | 1890                     | Louis-Guillaume Videau  |              |                                                                              |
| 1890         | 1896                     | Laurent Cannet          |              |                                                                              |
| 1896         | 1900                     | Pierre Rochette         |              |                                                                              |
| 1900         | 1901                     | Jean-Baptiste Lavaut    | Socialiste   | Révoqué pour outrage à la gendarmerie                                        |
| 1901         | 1912                     | François Couturier      |              |                                                                              |
| 1912         | 1919                     | Louis Roberjot          |              |                                                                              |
| 1919         | 1925                     | Félix Clerc             | Communiste   | ouvrier menuisier                                                            |
| 1925         | 1929                     | Pierre Meunier          |              |                                                                              |
| 1929         | 1939                     | Félix Clerc             | Communiste   |                                                                              |
| 1939         | 1944                     | Pierre Contassot        |              |                                                                              |
| 1944         | octobre 1947             | Claude Simon            |              |                                                                              |
| octobre 1947 | mars 1965                | Jules Duchas            | SFIO         | Machiniste                                                                   |
| mars 1965    | janvier 1968 (décès)     | René Picard             | SFIO         | Conseiller général du canton de Montcenis (1967 → 1968)                      |
| janvier 1968 | mars 2001                | André Quincy,           | SFIO puis PS | Instituteur Conseiller général du canton de Montcenis (1982 → 2008)          |
| mars 2001    | juillet 2013 (démission) | Guy Emorine             | PS           | Cadre retraité                                                               |
| juillet 2013 | En cours                 | Hervé Mazurek           | PS (→ 2017)  | Professeur des écoles Vice-président de la CU Creusot Montceau (2014 → 2020) |

## Population et société

### Démographie

#### Évolution démographique
L'évolution du nombre d'habitants est connue à travers les recensements de la population effectués dans la commune depuis 1793. Pour les communes de moins de 10 000 habitants, une enquête de recensement portant sur toute la population est réalisée tous les cinq ans, les populations de référence des années intermédiaires étant quant à elles estimées par interpolation ou extrapolation. Pour la commune, le premier recensement exhaustif entrant dans le cadre du nouveau dispositif a été réalisé en 2007.

En 2022, la commune comptait 5 983 habitants, en évolution de −4,23 % par rapport à 2016 (Saône-et-Loire : −1,06 %, France hors Mayotte : +2,11 %).
| 1793  | 1800  | 1806  | 1821  | 1831  | 1836  | 1841  | 1846  | 1851  |
| ----- | ----- | ----- | ----- | ----- | ----- | ----- | ----- | ----- |
| 1 308 | 1 237 | 1 587 | 2 004 | 2 045 | 3 072 | 3 082 | 3 118 | 3 789 |

| 1856  | 1861  | 1866  | 1872  | 1876  | 1881  | 1886  | 1891  | 1896  |
| ----- | ----- | ----- | ----- | ----- | ----- | ----- | ----- | ----- |
| 3 169 | 3 480 | 3 215 | 3 302 | 3 695 | 4 227 | 4 302 | 4 942 | 5 204 |

| 1901  | 1906  | 1911  | 1921  | 1926  | 1931  | 1936  | 1946  | 1954  |
| ----- | ----- | ----- | ----- | ----- | ----- | ----- | ----- | ----- |
| 5 335 | 4 977 | 4 943 | 4 732 | 4 688 | 4 427 | 4 284 | 4 319 | 4 329 |

| 1962  | 1968  | 1975  | 1982  | 1990  | 1999  | 2006  | 2007  | 2012  |
| ----- | ----- | ----- | ----- | ----- | ----- | ----- | ----- | ----- |
| 4 555 | 4 470 | 4 975 | 6 739 | 7 642 | 7 070 | 6 809 | 6 771 | 6 481 |

| 2017  | 2022  | - | - | - | - | - | - | - |
| ----- | ----- | - | - | - | - | - | - | - |
| 6 146 | 5 983 | - | - | - | - | - | - | - |

### Enseignement

#### Établissements scolaires
Écoles Maternelles
La ville de Blanzy compte deux écoles maternelles :	 
- École maternelle Charbonnière/Jean-Régnier. Cette dernière regroupe les enfants sur deux sites :
  - le site Jean-Régnier à proximité du centre ville ;
  - le site Charbonnière.
- École maternelle Lucie-Aubrac

Écoles élémentaires
La ville de Blanzy compte trois écoles élémentaires :	 
- École élémentaire René-Picard. Les élèves de CE2 et CM1 entretiennent une correspondance et soutiennent par la même occasion une école du Burkina Faso.
- École élémentaire Jean-Régnier
- École élémentaire Lucie-Aubrac

Collèges, lycées et université
- Le lycée professionnel Théodore-Monod propose un enseignement jusqu'au bac professionnel.
- Les établissements suivants ne sont pas sur le territoire de Blanzy, mais à proximité :
  - Collège Jean-Moulin à Montceau-les-Mines ;
  - Collège Saint-Exupéry à Montceau-les-Mines ;
  - Lycée Henri-Parriat à Montceau-les-Mines ;
  - Université de Bourgogne au Creusot.

#### Transports scolaires
Les transports scolaires, empruntés par les élèves des écoles maternelles et élémentaires de Blanzy, sont assurés par Les Rapides de Saône-et-Loire.

#### Restauration scolaire
Le restaurant d'enfants de la ville de Blanzy est situé sur le site du groupe scolaire Lucie-Aubrac.
Les repas sont cuisinés sur place avec des produits frais issus du terroir local (viande de bœuf charolaise, pain de boulangers blanzinois... ).
Contrairement aux cantines scolaires, le concept de « Restaurant d’Enfants » répond à quatre impératifs : bien accueillir, bien nourrir, bien éduquer, bien gérer.

### Sports
Blanzy compte une vingtaine de clubs sportifs, permettant à chacun de pratiquer une activité physique quel que soit son niveau.
Le stade municipal est baptisé stade Guillaume-Warmuz du nom de l'ancien joueur de football de l'Olympique de Marseille et du Racing Club de Lens, ayant fait ses débuts (de 6 à 16 ans) à l'Entente sportive blanzynoise.
L'Union sportive blanzynoise club de football féminin évolue actuellement en Division 2.

## Économie
Michelin Montceau ZI la Fiolle.

## Culture locale et patrimoine

### Bibliothèque
La bibliothèque-médiathèque Françoise-Giroud est située au niveau supérieur de l'espace culturel François-Mitterrand.
Le niveau inférieur abrite la salle polyvalente Jacques-Prévert et l'auditorium Jean-Marie-Baudin.

### Lieux et monuments

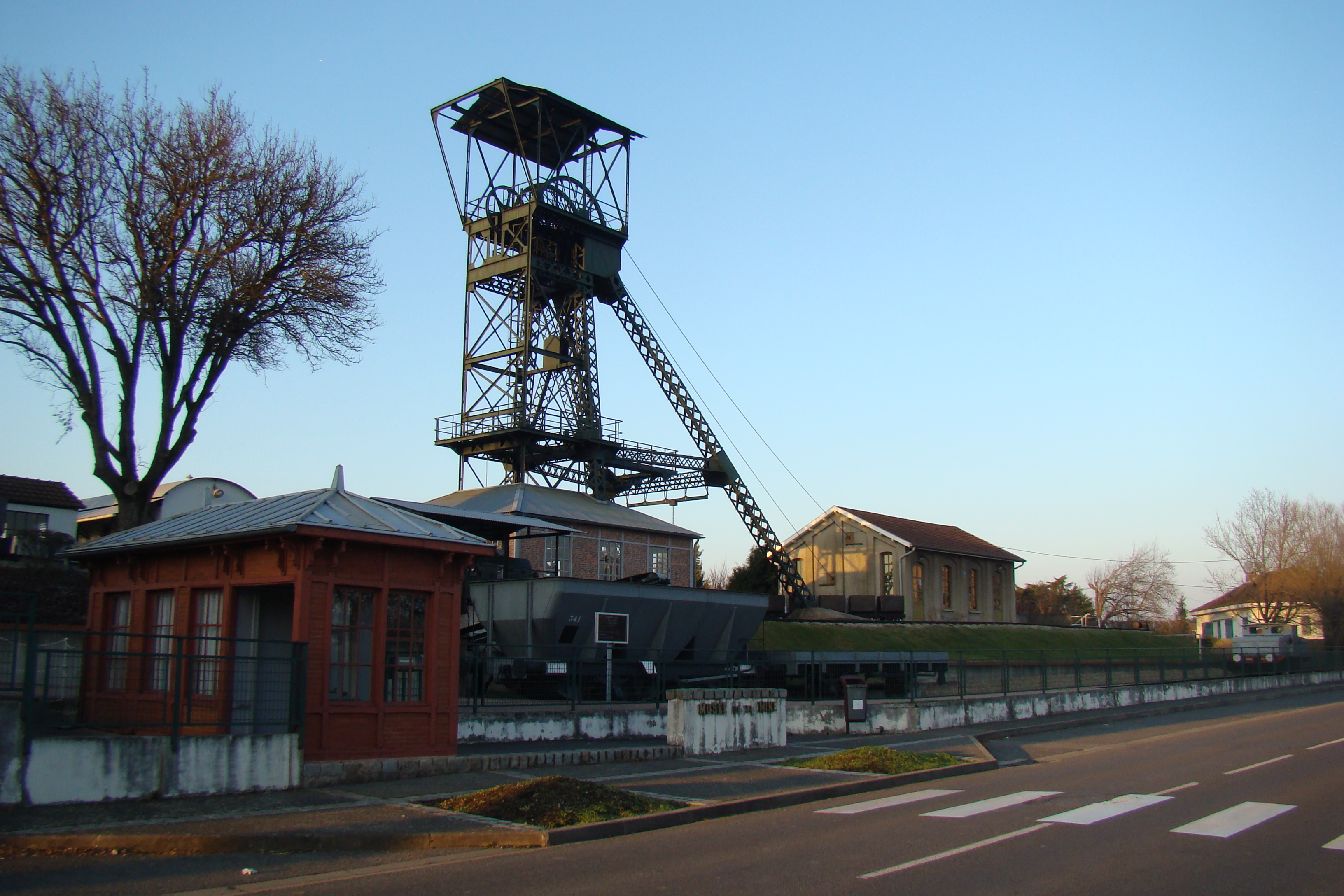
Le Musée de la mine.

- église Saint-Pierre-Saint-Paul, Jacques-Eugène Barthélémy architecte
- canal du Centre
- château du Plessis
- barrage de la Sorme, qui retient plus de 10 millions de m³ d'eau et alimente en eau potable depuis la fin des années 1960 le sud de la communauté urbaine Creusot-Montceau[4]

### Patrimoine culturel
- musée de la Mine
- Blanzy aventures accrobranche[30].

### Personnalités liées à la commune
- Louis-Marie Michon, chirurgien, l’un des fondateurs de l’Académie de Chirurgie, fils du maire (1803-1805) Joseph Michon, chirurgien, et frère du maire (1841-1843) Charles Michon, également chirurgien, est né à Blanzy le 2 novembre 1802.
- Bernard Petitjean (1829-1884), premier vicaire apostolique du Japon.
- Lazare Venot, champion cycliste, est né le 16 août 1902 à Blanzy. Il participa au Tour de France 1931 et 1932, termina 4e du tour de Catalogne 1929.
- Paul Bois, historien (1906-1990). Né à Blanzy, agrégé d'histoire, docteur ès lettres, Paul Bois a été notamment le doyen de la faculté des lettres de Nantes. Il est l'auteur d'une thèse fort remarquée, Paysans de l'ouest, dans laquelle il analyse, à la suite des travaux d'André Siegfried, les comportements électoraux dans la Sarthe depuis l'époque révolutionnaire jusqu'au XXe siècle.
- Lucie Aubrac (de son vrai nom Lucie Bernard, épouse de Raymond Samuel dit Raymond Aubrac), célèbre résistante française pendant la Seconde Guerre mondiale, a vécu à Blanzy de 1918 à 1928 où elle a fréquenté l'école primaire et où elle a passé son certificat d'études en 1925.
- Louis Gauthier, champion cycliste, est né à Blanzy le 12 avril 1916. Il fut champion de France des indépendants en 1939, 2e de Paris-Tours 1944 et vainqueur de Paris-Montceau-les-Mines 1946. Il eut une longue carrière toute remplie de succès régionaux et nationaux.
- Gérard Dessertenne, champion cycliste, né en 1950 à Blanzy et décédé en 2016 dans la même ville[31], fut entre autres champion de France amateurs sur route en 1978.
- Jean-Paul Fouchécourt, chanteur haute-contre né à Blanzy en 1958.
- Guillaume Warmuz (1970-), footballeur a été à l’E.S. Blanzy de 6 ans à 16 ans.
- Le peintre Guillaume Bottazzi a réalisé plusieurs œuvres monumentales à Blanzy.

### Héraldique
| Blason de Blanzy | Blason  | De gueules à six épis de blé d'or trois rangés en barre à dextre, trois en bande à senestre, les tiges ployées et réunies en pointe ; à une roue d'engrenage d'argent brochant sur le tout et enfermant un bloc de charbon du même en cœur (le tout surmonté de l'inscription « BLANZY » d'argent). |
| Blason de Blanzy | Détails | Les épis de blé, le bloc de charbon et la roue de l'industrie sont des symboles de la richesse de Blanzy. Création d'André Quincy et Michel Dufour adoptée par la municipalité le 1er janvier 1971.                                                                                                 |

## Jumelages
- Hettenleidelheim (Allemagne).

Blanzy est jumelée avec la commune allemande d'Hettenleidelheim (Rhénanie-Palatinat).
Le point de départ du jumelage fut la rencontre d’un conseiller municipal blanzinois, Bernard Mazoyer, et d’un Allemand, Manfred Stumpf, député de Rhénanie-Palatinat et conseiller municipal d’Hettenleidelheim, à la terrasse du restaurant Le Plessis.
Au cours des années 1974-1975, plusieurs entretiens eurent lieu entre les deux municipalités. L'idée du jumelage faisait son chemin et un premier échange de jeunes fut organisé à l'été 1976.
D'autres échanges suivirent et la charte de jumelage fut signée à Blanzy le 4 mai 1978 par les maires des deux communes : André Quincy et Wermer Mittrücker.
La cérémonie en Allemagne eut lieu en mai 1979.
Depuis, ce sont plus de 25 ans d'amitié et de liens sociaux développés au travers des différents échanges :
- culturels (chorales, formations musicales, conseils municipaux) ;
- sportifs (tournois de football) ;
- artistiques (expositions de peinture, sculpture) ;
- commerciaux (marché de Noël) ;
- festifs (avec le carnaval qui a lieu alternativement dans les deux communes, une année sur deux) ;
- pédagogiques (échanges de jeunes dès le plus jeune âge) ;

De nombreux liens se sont tissés entre les familles dans le privé.

### Le Carnaval
Né de l'amitié entre Blanzy et Hettenleidelheim, le carnaval réunit chaque année des associations blanzinoises, allemandes, et des groupes invités. Il a lieu à Blanzy toutes les années impaires et est organisé conjointement par le Comité de Jumelage et le Comité des Fêtes de Blanzy. Les années paires c'est Hettenleidelheim qui organise les festivités et accueille les Blanzinois.

## Pour approfondir